# دهستان کارزان
دهستان کارزان، یکی از دهستان‌های بخش کارزان شهرستان سیروان در استان ایلام ایران است. مرکز این دهستان، شهر کارزان است.

## جمعیت
بر پایه سرشماری عمومی نفوس و مسکن در سال ۱۳۹۵، جمعیت دهستان کارزان برابر با ۳٬۲۳۵ نفر بوده است.